# 甲府地方合同庁舎
甲府合同庁舎（こうふごうどうちょうしゃ）は、山梨県甲府市に所在する国の出先機関が入居する合同庁舎である。

## 概要
甲府市中心市街地活性化基本計画の一環として甲府駅北口のシビックコア地区に2010年（平成22年）に着工。2012年（平成24年）2月13日に竣工し、供用を開始した。庁舎本体のほか住居棟、駐車場棟の3棟が1つの区域にまとめられて建てられている。PFI方式で設置され、「フジタ」・「三菱UFJリース（現・三菱HCキャピタル）」・「オリックス・ファシリティーズ」（大京系列のビル管理部門）が合同で設立した「甲府パブリックサービス」によって維持されている。

## 施設概要
甲府合同庁舎
- 鉄筋コンクリート造
- 地上10階、地下1階
- 延面積：13,800m2

甲府住宅
- 鉄筋コンクリート造
- 地上10階
- 延面積：4,400m2

駐車場
- 鉄筋コンクリート造
- 地上5階、地下1階
- 延面積：4,600m2

## 所在地
甲府市丸の内1丁目1番18号
丸の内地区ではあるが、中央本線の北側線路沿いにある。

## 入居機関
現庁舎が供用を開始する前は丸の内、北口、相生、北新の各地区に庁舎および事務所が点在していた。（）内は移転前の旧住所を表す。
- 関東管区行政評価局山梨行政評価事務所（北口1丁目4番10号）
- 東京出入国在留管理局甲府出張所（丸の内2丁目14番13号）
- 甲府地方法務局（北口1丁目2番19号）
- 関東財務局甲府財務事務所（北口1丁目4番10号）
- 東京税関山梨政令派出所（北口1丁目2番19号）
- 東京国税局甲府税務署（丸の内1丁目11番6号）
- 関東農政局
  - 山梨農政事務所（丸の内3丁目5番9号）
  - 甲府統計･情報センター（相生1丁目8番103号）
- 自衛隊山梨地方協力本部（北新1丁目7番9号）